# Perteus
Perteus is een geslacht van rechtvleugeligen uit de familie sabelsprinkhanen (Tettigoniidae). De wetenschappelijke naam van dit geslacht is voor het eerst geldig gepubliceerd in 1906 door Bolívar.

## Soorten
Het geslacht Perteus  is monotypisch en omvat slechts de volgende soort:
- Perteus pellucidus (Bolívar, 1906)